# EIA-485
EIA-485, auch als RS-485 bezeichnet, ist ein Industriestandard für eine physische Schnittstelle für die asynchrone serielle Datenübertragung. Die symmetrische Leitung erhöht die elektromagnetische Verträglichkeit.

## Allgemeines

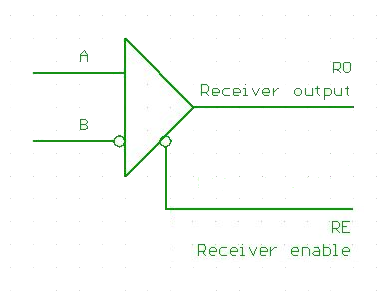
Schaltbild eines EIA-422/EIA-485-Receivers

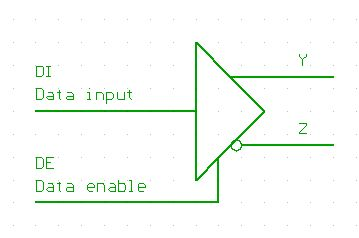
Schaltbild eines EIA-422/EIA-485-Transmitters

EIA-485 benutzt ein Leitungspaar, um den invertierten und einen nichtinvertierten Pegel eines 1-Bit-Datensignals zu übertragen. Am Empfänger wird aus der Differenz der beiden Spannungspegel das ursprüngliche Datensignal rekonstruiert. Das hat den Vorteil, dass sich Gleichtaktstörungen nicht auf die Übertragung auswirken und somit die Störsicherheit vergrößert wird. Im Gegensatz zu EIA-232 sind so wesentlich längere Übertragungsstrecken und höhere Taktraten möglich. Gegenüber dem EIA-422-Standard besitzen die Sender durch einen integrierten Widerstand kurzschlussfeste Ausgangsstufen, so dass auch ein Gegensenden zweier Sender nicht zu Defekten führt. An einem Adernpaar dürfen außerdem mehrere Sender und mehrere Empfänger angeschlossen sein („Multipoint“).
Im Gegensatz zu anderen Bussen sind bei EIA-485 nur die elektrischen Schnittstellenbedingungen definiert. Das Protokoll kann anwendungsspezifisch gewählt werden. Deshalb werden sich EIA-485-Geräte unterschiedlicher Applikationen oder Hersteller im Allgemeinen nicht verstehen.
Nicht definiert ist, wie die Treiberfreigabe erfolgt. Sehr weit verbreitet ist die Steuerung durch RTS, sowohl bei EIA-232–EIA-485–Konvertern als auch in der Firmware in USB–EIA-485–Konvertern auf der Basis von CDC. Gängig ist auch die Aktivierung durch Sendedaten und Rückfall nach Zeitablauf. Da die korrekte Zeitspanne direkt von der Bitrate abhängt, ist deren Wert kritisch. USB–EIA-485–Konverter „kennen“ das Ende der Sendedaten und sind daher einfacher in ihrer Anwendung.

## Standard
Namensgebend ist die Electronic Industries Alliance (EIA), die ihre Standards früher mit der Bezeichnung RS für Radio Sector herausgab. Mit der Erweiterung auf Fachgebiete über die Radiotechnik hinaus blieb zwar das Präfix erhalten, war aber offiziell keine Abkürzung mehr. Heute wird RS meist als Recommended Standard gelesen. Der Standard wird inzwischen  von der Telecommunications Industry Association (kurz TIA) verwaltet, hat die Bezeichnung TIA-485-A und den Titel Electrical Characteristics of Generators and Receivers for Use in Balanced Digital Multipoint Systems (ANSI/TIA/EIA-485-A-98) (R2003). Der letzte Teil der Bezeichnung besagt, dass der Standard im Jahr 2003 ohne technische Änderungen bestätigt wurde.

## Technik
Die symmetrische Leitung der EIA-485-Schnittstelle arbeitet senderseitig mit Signalspannungen von mindestens ±1,5 V, höchstens ±6 V. Typischerweise verwendet der Treiber eine Brückenschaltung, sodass die Signalamplitude knapp unter der Betriebsspannung von z. B. 5 V oder 3,3 V liegt. Die Schaltschwelle des Empfängers muss im Bereich ±0,2 V liegen. Im Gegensatz zur massebezogenen EIA-232-Schnittstelle oder zur alten TTY-Stromschnittstelle der Fernschreiber ist durch den symmetrischen Aufbau der Signalleiter ein 485-Empfänger gegenüber Gleichtaktstörungen weitgehend unempfindlich.
Die Schnittstelle benutzt in der Regel nur ein Adernpaar und wird halbduplex betrieben, mit zwei Aderpaaren ist Vollduplexbetrieb möglich. Die Verbindung ist multipointfähig, das heißt, es können bis zu 32 Teilnehmer (oder Unit Loads, eine hypothetische Lastgröße) an den EIA-485-Bus angeschlossen werden. Es existieren Transceiverbausteine, die 1⁄2, 1⁄4 oder sogar nur 1⁄8 Unit Load darstellen. Diese Bausteine haben dann gegenüber einem normalen Transceiver einen doppelten, vierfachen oder achtfachen Eingangswiderstand. Damit können Netzwerke mit bis zu 256 Teilnehmern (1⁄8 Unit Load) aufgebaut werden. Üblicherweise werden Kabellängen bis zu 1,2 km (4000 ft) und Übertragungsraten bis 10 Mbit/s unterstützt, wobei die maximale Übertragungsrate nur bei Leitungslängen bis zu 12 m erreicht wird. Es existieren jedoch auch Lösungen für bis zu 320 Teilnehmer und für Übertragungsraten bis zu 100 Mbit/s. Die tatsächlich mögliche maximale Netzwerkgröße und die maximale Übertragungsrate sind außerdem stark vom Aufbau des Netzwerks abhängig. Sterntopologien sind nicht vorgesehen, üblich ist der Aufbau in Kettenform (Daisy Chain).

Abschlusswiderstand mit Bias-Netzwerk

Signalverlauf mit Bias-Netzwerk

Da die EIA-485-Schnittstelle ein Bussystem (im Gegensatz zur Punkt-zu-Punkt-Verbindung bei EIA-232) darstellt, sollten die Leitungsenden (zumindest bei größeren Leitungslängen bzw. größeren Übertragungsraten) abgeschlossen werden. In der Regel wird ein passiver Abschluss durch Verbinden der Signalleitungen über jeweils einen 120-Ω-Widerstand an den beiden Busenden verwendet. Ein optionales Bias-Netzwerk (die 720-Ohm-Widerstände im Bild) verbessert für den Fall inaktiver Leitungstreiber durch eine von null verschiedene Spannung den Störabstand, der sonst lediglich durch die Hysterese des Empfängers gegeben ist.
Bei großen Leitungslängen oder abweichenden Erdpotenzialen kann es zu größeren Potentialdifferenzen zwischen den Busteilnehmern kommen, die oberhalb der Gleichtaktunterdrückung liegen und daher die Kommunikation behindern. Das kann durch Mitführen der Masseleitung verbessert und durch galvanische Trennung der Teilnehmer von deren Gerätemasse bzw. lokalen Erdern vermieden werden.
EIA-485 spezifiziert nur die elektrischen Eigenschaften des Interfaces, es definiert kein Protokoll und auch keine Steckerbelegung. Deshalb existiert keine einheitliche Pinbelegung eines EIA-485-Steckers, so dass bei Verwendung verschiedener EIA-485-Geräte immer die Dokumentation des Gerätes beachtet werden muss. Beim Profibus, der auf der EIA-485-Norm basiert, werden beispielsweise die Pins 3 und 8 von 9-poligen D-Sub-Steckern und -Buchsen für die Datenleitung benutzt.
Weite Verbreitung hat EIA-485 auch im Kassenbereich, wo von IBM Drucker und andere Peripheriegeräte über proprietäre Steckverbindungen verbunden werden.
Die in der Veranstaltungstechnik zur Lichtsteuerung verwendete DMX-Schnittstelle basiert auf EIA-485.

## Übersicht über die wichtigsten Spezifikationen
| Parameter                              | Wert                |
| -------------------------------------- | ------------------- |
| Anzahl Empfänger                       | 32 Empfänger        |
| Maximale Leitungslänge                 | 1200 m              |
| Maximale Datenübertragungsrate         | 12 Mbps             |
| Gleichtakt-Eingangsspannung            | −7 V bis +12 V      |
| Eingangswiderstand des Empfängers      | 12 kΩ (1 Unit Load) |
| Eingangsempfindlichkeit des Empfängers | ±200 mV             |

| DI | DE |  | Y (A) | Z (B) | Bus State |
| -- | -- |  | ----- | ----- | --------- |
| H  | H  |  | H     | L     | "0" ON    |
|    |    |  |       |       | n. def    |
| L  | H  |  | L     | H     | "1" OFF   |
| x  | L  |  | Z     | Z     |           |
|    |    |  |       |       | n. def    |

| A − B                |  | RE | RO      |
| -------------------- |  | -- | ------- |
| UID ≥ 0,2 V          |  | L  | H       |
| 0,2 V > UID > −0,2 V |  | L  | n. def. |
| UID ≤ −0,2 V         |  | L  | L       |
| x                    |  | H  | Z       |
| Open                 |  | L  | n. def. |

Die nicht invertierte Leitung wird meist mit A oder + oder ..P (positiv) gekennzeichnet, die invertierte mit B, − oder ..N. Bei zwei Busleitungen wäre das z. B. + und − oder RXTX-P und RXTX-N, bei vier Busleitungen entsprechend TX+, TX−, RX+, RX−. Masse ist z. B. SG für Signal Ground.

## EIA-485 und EIA-422
Aufgrund der großen Ähnlichkeit werden EIA-485 und EIA-422 oft synonym verwendet, EIA-422 wird als Untermenge des EIA-485-Standards angesehen. Beide Standards sind aber nicht zu 100 % miteinander kompatibel. EIA-485-Bauteile können zwar ohne Probleme in EIA-422-Netzwerken verwendet werden, aber nicht umgekehrt. Wichtige Unterschiede sind:
- EIA-422-Bauteile besitzen in der Regel keinen Driver-Enable, mit dem der Sender abgeschaltet werden kann. In einem Netzwerk mit mehreren Treibern können EIA-422-Bauteile deshalb nicht eingesetzt werden, da es sonst dazu kommen kann, dass zwei Treiber gegeneinander treiben. EIA-422-Bauteile sind nicht dagegen geschützt.
- Bei EIA-422-Bauteilen, die doch über einen Driver-Enable verfügen reicht die Treiberstärke nicht aus, um ein an beiden Enden terminiertes Netzwerk zu treiben.
- Die Gleichtakt-Spannungsfestigkeit ist bei EIA-422-Treibern nicht so groß wie bei den EIA-485-Empfängern. Wenn in Netzen mit mehreren Treibern Gleichtakt-Spannungen bzw. Offsets auftreten, die für den Empfänger noch erlaubt sind, können die maximal zulässigen Spannungen am Treiber schon überschritten sein.

In einem EIA-485-Netzwerk sollten EIA-422-Bauteile deshalb nur als Empfänger eingesetzt werden. Dabei muss aber noch beachtet werden, dass ein EIA-422-Empfänger mit seinem 4 kΩ Eingangswiderstand 3 Unit Loads entspricht.

## Unterschied zu EIA-232
Die ältere Schnittstelle EIA-/RS-232 (Punkt-zu-Punkt-Verbindung) hat im Gegensatz zu den neueren Standards EIA-/RS-422 (ein Sender, mehrere Empfänger) und EIA-/RS-485 (mehrere Sender, mehrere Empfänger) andere Pegelverhältnisse. Während die RS-232 nur nahezu pseudo-differentiell konzipiert ist (Signalreferenz ist für alle Signale in beide Richtungen GND), ist EIA-485 klar differentiell konzipiert. Um die Intermodulation zwischen den verschiedenen bidirektionalen Signalen der RS-232 tolerieren zu können, vergrößerte man bei RS-232 Hub und Schaltschwellen. Entsprechende Schnittstellen-ICs für RS-232 (z. B. MAX232) realisieren dafür eine zusätzliche, integrierte Hilfsspannungserzeugung (z. B. ±12 Volt).
Bei den neueren Schnittstellen (EIA-422, EIA-485) erkannte man hingegen, dass die Qualität einer symmetrischen Signalübertragung völlig unabhängig von der Höhe der Schaltschwelle (Mittenpotential) ist. Legt man die Schaltschwelle einfach mittig zwischen VDD und GND (+5 Volt gegen 0 Volt), wird mit gewöhnlichen BiCMOS-Bausteinen eine der EIA-232 überlegene Übertragungsqualität erreicht.
Während die Minimalform von RS-232 aus einem Sendesignal TX, einem Empfangssignal RX sowie einer Masse (GND) bestehen kann, kommt RS-485 mit zwei Signalen A und B aus, die gemeinsam Daten in abwechselnder Richtung transportieren. Die daraus resultierende Gefahr des Gegen-Sendens zweier Partner bedingt einen geringfügig höheren schaltungstechnischen Aufwand.
Diesem Nachteil stehen gravierende Vorteile gegenüber. Einerseits entfällt bei RS-422/-485 die Erzeugung positiver und negativer Hilfsspannungen komplett, damit sinkt der Bauelementeaufwand erheblich, andererseits gestatten die nun kleineren Signalhübe eine erhebliche Reduktion der Verlustleistung, da eine Anpassung an den (vom Signalhub unabhängigen) Wellenwiderstand der Leitung stets erforderlich ist. Als Nebeneffekt entsteht bei gleichem Verschiebungsstrom {\displaystyle \left(\textstyle {\frac {I}{C}}={\frac {\mathrm {d} u}{\mathrm {d} t}}\right)} zusätzlich ein Geschwindigkeitsgewinn, bei geringerem Hub und gleicher Flankensteilheit hat der Pegel schneller den Endwert erreicht. Damit kann die übertragbare Datenrate bzw. Entfernung trotz verminderter Verlustleistung erheblich gesteigert werden.
Da Gegensenden auch schon bei Zweipunkt-Verbindungen per Kommunikationsprotokoll vermieden werden muss, impliziert RS-485 faktisch die Möglichkeit, ohne schaltungstechnischen Mehraufwand Multipunkt-Netze zu bilden.